# Reggina Calcio 2012-2013
Questa voce raccoglie le informazioni riguardanti la Reggina Calcio nelle competizioni ufficiali della stagione 2012-2013.

## Stagione
Nella stagione 2012-2013 la Reggina disputa il campionato di Serie B, raccoglie 51 punti sul campo, con due punti di penalizzazione, che sono valsi il 17º posto finale. Il nuovo allenatore è Davide Dionigi, il cui contratto biennale è stato ufficializzato dalla società il 2 luglio 2012. Il 16 marzo 2013 all'indomani della sconfitta interna con il cesena Dionigi è stato esonerato dall'incarico, al suo posto è subentrato Giuseppe Pillon già alla guida della Reggina nel campionato di serie a 2008-2009. Da segnalare che non si sono svolti i Play-out, che la Reggina a rischiato di dover disputare, perché tra la quart'ultima il Vicenza, e la quint'ultima il Lanciano vi sono stati più di 4 punti di distacco, di fatto sono stati 6 punti. Migliore il percorso degli amaranto nella Coppa Italia dove la Reggina nel secondo turno ha eliminato la Nocerina (1-0), nel terzo turno ha superato il Modena (1-5) dopo i supplementari, nel quarto turno ha eliminato (0-1) il Chievo Verona, poi esce dal torneo negli ottavi di finale battuta (3-0) dal Milan. Il piemontese Gianmario Comi con 12 reti è stato il miglior marcatore stagionale reggino.  Per questa stagione cadetta gli abbonati sono stati 2890.

## Divise e sponsor
Lo sponsor tecnico per il secondo anno consecutivo è l'azienda Givova. Il primo sponsor è l'azienda di telecomunicazioni Ciao, mentre il secondo sponsor di maglia è Stocco&stocco. Le maglie riprendono il bianco e il nero, colori delle prime divise della Reggina di inizio secolo.
Nella gara Brescia-Reggina lo sponsor di maglia è stato Adamello Ski;
Nella gara di Coppa Italia contro il Milan lo sponsor è stato Emme Persiane.
| Casa | Trasferta | Terza divisa | Portiere |

## Organigramma societario
Organigramma societario
- Presidente: Pasquale Foti
- Vice presidente: Giovanni Remo
- Consiglieri: Pasquale Foti, Pasquale Favasuli,
Luciano Fedele, Giovanni Remo, Vincenzo Romeo
- Revisore unico: Vincenzo Lombardo
- Direttore sportivo: Simone Giacchetta
- Responsabile tecnico settore giovanile: Nicola Amoruso
- Coordinatore settore giovanile: Gaetano Gebbia
- Responsabile dell'attività di base: Salvatore Laiacona
- Team manager: Maurizio Cacozza

Staff tecnico-sanitario
- Allenatore: Davide Dionigi; dalla 32ª Giuseppe Pillon
- Vice allenatore: Lorenzo Sibilano; dalla 32ª Albino Pillon
- Collaboratore Tecnico: Antonio Le Pera
- Preparatori atletici: Paolo Redavid; dalla 32ª Oscar Piergallini
- Preparatore dei portieri: Gianpaolo Spagnulo; dalla 32ª Stefano Grilli
- Responsabile sanitario: Pasquale Favasuli

## Rosa
Rosa aggiornata al 31 gennaio 2013
| N. |                      | Ruolo | Calciatore       |
| -- | -------------------- | ----- | ---------------- |
| 1  | Italia (bandiera)    | P     | Davide Facchin   |
| 2  | Nigeria (bandiera)   | D     | Daniel Adejo     |
| 3  | Brasile (bandiera)   | D     | Rodrigo Ely      |
| 4  | Italia (bandiera)    | D     | Dario Bergamelli |
| 5  | Italia (bandiera)    | D     | Gianluca Freddi  |
| 6  | Italia (bandiera)    | D     | Fabio Lucioni    |
| 7  | Italia (bandiera)    | A     | Vincenzo Sarno   |
| 8  | Italia (bandiera)    | C     | Marco Armellino  |
| 9  | Italia (bandiera)    | A     | David Di Michele |
| 11 | Italia (bandiera)    | C     | Fabrizio Melara  |
| 11 | Italia (bandiera)    | D     | Angelo Antonazzo |
| 13 | Italia (bandiera)    | D     | Flavio Cianci    |
| 14 | Finlandia (bandiera) | C     | Mehmet Hetemaj   |
| 15 | Italia (bandiera)    | C     | Ivan Castiglia   |

| N. |                    | Ruolo | Calciatore                |
| -- | ------------------ | ----- | ------------------------- |
| 15 | Italia (bandiera)  | C     | Marco Giannattasio        |
| 17 | Italia (bandiera)  | C     | Antonino Barillà          |
| 18 | Italia (bandiera)  | C     | Giuseppe Colucci          |
| 19 | Italia (bandiera)  | A     | Alessio Campagnacci       |
| 20 | Italia (bandiera)  | A     | Manuel Fischnaller        |
| 21 | Italia (bandiera)  | D     | Vito Di Bari              |
| 22 | Italia (bandiera)  | P     | Paolo Baiocco             |
| 23 | Italia (bandiera)  | C     | Francesco Bombagi         |
| 24 | Italia (bandiera)  | C     | Francesco De Rose         |
| 25 | Italia (bandiera)  | C     | Antonio Porcino           |
| 26 | Italia (bandiera)  | A     | Gianmario Comi            |
| 27 | Italia (bandiera)  | C     | Matteo D'Alessandro       |
| 28 | Brasile (bandiera) | A     | Adriano Louzada           |
| 29 | Italia (bandiera)  | C     | Simone Rizzato (capitano) |

## Risultati

### Serie B

#### Girone di andata
| Arbitro: | Nasca (Bari) |

|                        |           |              |
| Pucciarelli 11’ (rig.) | Marcatori | 55’ Ceravolo |

| Arbitro: | Abbattista (Molfetta) |

|                 |           |  |
| Fischnaller 25’ | Marcatori |  |

| Arbitro: | Irrati (Pistoia) |

|                             |           |  |
| Laner 9’ Juanito 51’ (rig.) | Marcatori |  |

| Arbitro: | Roca (Foggia) |

|                              |           |                           |
| Ceravolo 24’ Comi 86’ (rig.) | Marcatori | 39’ Surraco 67’ Ardemagni |

| Arbitro: | Candussio (Cervignano del Friuli) |

|                                   |           |                     |
| Farias 33’ Cuffa 45+3’ Cutolo 51’ | Marcatori | 41’ Viola 85’ Adejo |

| Arbitro: | La Penna (Roma) |

|  |           |                |
|  | Marcatori | 15’ Mammarella |

| Arbitro: | Gavillucci (Latina) |

|               |           |  |
| Sansovini 56’ | Marcatori |  |

| Arbitro: | Cervellera (Taranto) |

|         |           |  |
| Ely 49’ | Marcatori |  |

| Arbitro: | Ostinelli (Como) |

|           |           |                               |
| Adejo 35’ | Marcatori | 40’, 89’ Dionisi 74’ Paulinho |

| Arbitro: | Giancola (Vasto) |

|             |           |          |
| Comotto 12’ | Marcatori | 88’ Comi |

| Arbitro: | Baracani (Firenze) |

|                        |           |  |
| Sarno 28’ Ceravolo 80’ | Marcatori |  |

| Arbitro: | Tommasi (Bassano del Grappa) |

|             |           |  |
| Caserta 84’ | Marcatori |  |

| Arbitro: | Manganiello (Pinerolo) |

|          |           |                  |
| Comi 47’ | Marcatori | 77’ Neto Pereira |

| Arbitro: | Ostinelli (Como) |

|  |           |          |
|  | Marcatori | 71’ Comi |

| Arbitro: | Mariani (Aprilia) |

|           |           |             |
| Viola 84’ | Marcatori | 66’ Maniero |

| Arbitro: | Velotto (Grosseto) |

|                                 |           |              |
| Boakye 18’, 48’ Troianiello 32’ | Marcatori | 22’ Ceravolo |

| Arbitro: | Irrati (Pistoia) |

|                 |           |                |
| Comi 75’ (rig.) | Marcatori | 19’ De Giorgio |

| Arbitro: | Fabbri (Ravenna) |

|                 |           |                        |
| Corvia 10’, 18’ | Marcatori | 45+3’ Comi 82’ Barillà |

| Arbitro: | Roca (Foggia) |

|  |           |              |
|  | Marcatori | 90’ Schiavon |

| Arbitro: | Giancola (Vasto) |

|  |           |          |
|  | Marcatori | 74’ Comi |

| Arbitro: | Cervellera (Taranto) |

|              |           |  |
| Ceravolo 71’ | Marcatori |  |

#### Girone di ritorno
| Arbitro: | Candussio (Cervignano del Friuli) |

|  |           |                                      |
|  | Marcatori | 30’ (rig.), 68’ Tavano 87’ Maccarone |

| Vercelli 26 gennaio 2013, ore 15:00 CET 23ª giornata | Pro Vercelli        | 0 – 0 referto | Reggina | Stadio Silvio Piola (2.971 spett.)\| Arbitro: \| Di Paolo (Avezzano) \| |
| Arbitro:                                             | Di Paolo (Avezzano) |               |         |                                                                         |

| Arbitro: | Pinzani (Empoli) |

|          |           |           |
| Comi 73’ | Marcatori | 25’ Cacia |

| Arbitro: | Roca (Foggia) |

|               |           |               |
| Ardemagni 34’ | Marcatori | 90+2’ Gerardi |

| Arbitro: | Borriello (Mantova) |

|                                   |           |             |
| Gerardi 63’ Di Michele 79’ (rig.) | Marcatori | 59’ Rispoli |

| Arbitro: | Tommasi (Bassano del Grappa) |

|                                          |           |          |
| Fofana 19’ Falcinelli 73’ Mammarella 90’ | Marcatori | 62’ Comi |

| Arbitro: | Ciampi (Roma) |

|             |           |           |
| Colucci 47’ | Marcatori | 12’ Okaka |

| Arbitro: | Velotto (Grosseto) |

|           |           |                 |
| Pesce 39’ | Marcatori | 90+1’ Antonazzo |

| Arbitro: | Merchiori (Ferrara) |

|                                      |           |                                     |
| Dionisi 39’ (rig.), 62’ Paulinho 43’ | Marcatori | 33’ Rizzato 73’ Gerardi 80’ Barillà |

| Arbitro: | Irrati (Pistoia) |

|          |           |                                |
| Comi 12’ | Marcatori | 19’ Đoković 21’ (aut.) Rizzato |

| Arbitro: | Palazzino (Ciampino) |

|  |           |                          |
|  | Marcatori | 58’, 77’, 88’ Di Michele |

| Arbitro: | Giancola (Vasto) |

|                         |           |             |
| Di Michele 38’ Comi 63’ | Marcatori | 12’ Improta |

| Arbitro: | Cervellera (Taranto) |

|                                      |           |  |
| Neto Pereira 29’ Troest 67’ Koné 88’ | Marcatori |  |

| Arbitro: | Ciampi (Roma) |

|               |           |  |
| Di Michele 1’ | Marcatori |  |

| Arbitro: | La Penna (Roma) |

|             |           |  |
| Litteri 21’ | Marcatori |  |

| Arbitro: | Ostinelli (Como) |

|  |           |                          |
|  | Marcatori | 29’ Boakye 63’ Missiroli |

| Arbitro: | Tommasi (Bassano del Grappa) |

|                                   |           |                                           |
| Gabionetta 33’ (rig.), 58’ (rig.) | Marcatori | 22’ (rig.) Gerardi 90+4’ (aut.) Del Prete |

| Arbitro: | Di Bello (Brindisi) |

|  |           |             |
|  | Marcatori | 53’ De Maio |

| Arbitro: | Nasca (Bari) |

|             |           |                             |
| Di Nardo 8’ | Marcatori | 75’ Gerardi 90’ Campagnacci |

| Arbitro: | Cervellera (Taranto) |

|                |           |  |
| Di Michele 86’ | Marcatori |  |

| Vicenza 18 maggio 2013, ore 16:30 CEST 42ª giornata | Vicenza            | 0 – 0 referto | Reggina | Stadio Romeo Menti (9.223 spett.)\| Arbitro: \| Baracani (Firenze) \| |
| Arbitro:                                            | Baracani (Firenze) |               |         |                                                                       |

### Coppa Italia

#### 2º turno
| Arbitro: | Mariani (Roma) |

|              |           |  |
| Ceravolo 28’ | Marcatori |  |

#### 3º turno
| Arbitro: | Fabbri (Ravenna) |

|               |           |                                                      |
| Ardemagni 71’ | Marcatori | 12’ Comi 93’ Barillà 96’ Fischnaller 98’, 117’ Viola |

#### 4º turno
| Arbitro: | Giacomelli (Trieste) |

|  |           |             |
|  | Marcatori | 60’ Lucioni |

#### Ottavi di finale
| Arbitro: | Calvarese (Teramo) |

|                                 |           |  |
| Yepes 51’ Niang 79’ Pazzini 81’ | Marcatori |  |

## Statistiche

### Statistiche di squadra
| Competizione | Punti | In casa | In casa | In casa | In casa | In casa | In casa | In trasferta | In trasferta | In trasferta | In trasferta | In trasferta | In trasferta | Totale | Totale | Totale | Totale | Totale | Totale | DR |
| Competizione | Punti | G       | V       | N       | P       | Gf      | Gs      | G            | V            | N            | P            | Gf           | Gs           | G      | V      | N      | P      | Gf     | Gs     | DR |
| ------------ | ----- | ------- | ------- | ------- | ------- | ------- | ------- | ------------ | ------------ | ------------ | ------------ | ------------ | ------------ | ------ | ------ | ------ | ------ | ------ | ------ | -- |
| Serie B      | 49    | 21      | 8       | 6       | 7       | 20      | 22      | 21           | 4            | 9            | 8            | 22           | 29           | 42     | 12     | 15     | 15     | 42     | 51     | -9 |
| Coppa Italia | -     | 1       | 1       | 0       | 0       | 1       | 0       | 3            | 2            | 0            | 1            | 6            | 4            | 4      | 3      | 0      | 1      | 7      | 4      | +3 |
| Totale       | -     | 22      | 9       | 6       | 7       | 21      | 22      | 24           | 6            | 9            | 9            | 28           | 23           | 46     | 15     | 15     | 16     | 49     | 55     | -6 |

## Giovanili

### Organigramma societario
Area tecnica
- Allenatore Primavera: Roberto Cevoli
- Allenatore Allievi Nazionali: Carlo Ricchetti
- Allenatore Giovanissimi Nazionali: Emilio Belmonte

## Marcatori
| Gol |   |  | Giocatore           | Squadra |
| --- | - |  | ------------------- | ------- |
| 11  | 2 |  | Gianmario Comi      | Reggina |
| 7   | 1 |  | David Di Michele    | Reggina |
| 5   | 1 |  | Federico Gerardi    | Reggina |
| 5   |   |  | Fabio Ceravolo      | Reggina |
| 2   |   |  | Daniel Adejo        | Reggina |
| 2   |   |  | Antonino Barillà    | Reggina |
| 2   |   |  | Alessio Viola       | Reggina |
| 1   |   |  | Manuel Fischnaller  | Reggina |
| 1   |   |  | Angelo Antonazzo    | Reggina |
| 1   |   |  | Giuseppe Colucci    | Reggina |
| 1   |   |  | Vincenzo Sarno      | Reggina |
| 1   |   |  | Alessio Campagnacci | Reggina |
| 1   |   |  | Rodrigo Ely         | Reggina |
| 1   |   |  | Simone Rizzato      | Reggina |